# Сердань (графство)
Графство Сердань (Серданья, исп. Condado de Cerdaña, кат. Comtat de Cerdanya, фр. Comté de Cerdagne) — феодальное государство, включавшее в себя историческую провинцию Сердань в Каталонии, в настоящее время разделённую между Испанией (Баша-Серданья) и Францией (Альта-Серданья). Возникло как территориальная единица, подчинённая королевству франков, в конце VIII веке. Большую часть своей истории составляло единое целое с графством Урхель. С 1118 года находилось в зависимости от Барселоны, с 1403 года формально было включено в королевство Арагон. Первоначальная территория Сердани находилась в верховьях реки Сегре.

## Франкское правление
В начале VIII века территория Сердани была завоёвана маврами, но большую часть населения составляли баски. В 731 году арабский правитель Сердани женился на дочери аквитанского герцога Эда Великого, по настоянию Эда. Это предотвретило дальнейшую экспансию мусульман на север. В скором времени власть арабов существенно ослабла, и Карл Великий завоевал Сердань в 785 году. Первым графом Сердани, о котором имеются достоверные сведения, был Боррель I. Он был вассалом графа Тулузского. Сердань составляла единую территорию с графствами Бесалу и Урхель. После 817 года территория вместе с другими каталонскими графствами входила в состав королевства Аквитания. В 842 году войска Кордовского эмирата вторглись в Сердань, но нападение было отражено графом Сунифредом. После заключения Верденского договора в 843 году Аквитанское королевство фактически оказалась подчинено Карлу II Лысому, королю Западно-Франкском королевстве, хотя местная знать не раз восставала.
С ослаблением королевской власти в Западно-Франкском королевстве после смерти Людовика II Каталония фактически стала независимой, причём наиболее могущественными стали графы Барселоны. Сердань и Урхель стали де-факто независимыми графствами.

## Независимое графство
В X веке Каталония в основном находилась под властью рода Барселонского дома, и частые территориальные изменения были связаны с наследованием и объединением принадлежащих им земель. При этом Сердань постоянно присоединялась и отделялась от соседей. В этот период правители Сердани носили титул маркграфа. Это, во-первых, обозначало положение Сердани как приграничной территории, во-вторых, показывало слабость центральной власти, при которой местные феодалы могли присваивать себе любые титулы, какие им заблагорассудятся, без одобрения короля. Угроза нападения со стороны мусульман оставалась серьёзной, и в Сердани было построено большое количество замков.
В 897 году умер граф Барселоны Вифред I Волосатый, последний правитель Каталонии, назначенный франками, объединивший в своих руках большую часть каталонских графств. Его владения были поделены между четырьмя сыновьями, при этом Сердань, Конфлан и Берга отошли Миро II Младшему. С 913 по 920 год Миро владел также графством Бесалу. После смерти Миро II в 927 году уже его владения были поделены между четырьмя его сыновьями. Старший, Сунифред II, получил Сердань, однако уже во второй половине X века бывшие владения Миро снова были объединены под властью одного правителя, графа Олибы III Кабреты. Они включали фактически половину Каталонии; вторую половину составляли графства, объединённые под властью графа Барселоны Борреля II. При Олибе III Сердань находилась в периоде своего наибольшего расцвета. Её северные границы достигали графств Каркассон и Руссильон. В 988 году Олиба ушёл в монастырь Монтекассино, разделив свои земли между тремя сыновьями. Второй из них, Вифред II, получил Сердань и Конфлан. В 1002 году к Сердани была присоединена Берга.

## Упадок
В XI веке Сердань существенно ослабела и попала в сферу интересов графств Тулуза и Фуа. Тулуза хотела контролировать перевалы в Пиренеях, а Фуа было заинтересовано в контроле границы с Леридой, в этот момент управлявшейся мусульманами. Сами серданские графы пытались упрочить свой контроль над церковью. С начала X века на их территории находилось несколько важных монастырей, а в 1016 году они за 100 тысяч солидов сделали своего родственника Вифреда нарбоннским архиепископом, а затем и урхельским епископом.
В середине XI века история Сердани отмечена феодальной распрей между графом Рамоном Вифредом и виконтом Бернаром Сунифредом, владения которого располагались на севере княжества. В конце XI века граф Гийом Рамон воевал с Руссильоном за владение монастырём Сан-Мигель-де-Куша. В 1088 году преемник Гийома Рамона, Гийом II, отправился в Первый Крестовый поход, и в его отсутствие центральная власть ещё более ослабела. В 1118 году Сердань была продана Барселоне, в дальнейшем была объединена с графством Руссильон и лишь использовалась в качестве владения, передаваемого младшим сыновьям. В 1276—1344 годах Сердань входила в состав королевства Майорка.

## Список графов Сердани
Каролингские графы
- 798—813/820: Боррель (ум. 813/820), граф Осоны, Урхеля и Сердани с 798
- 820—832: Аснар I Галиндес (ум.839), граф Урхеля и Сердани 820, граф Арагона 809—820
- 832—835: Галиндо I Аснарес (ум.867), граф Урхеля 832—834, Сердани 832—832, Палларса и Рибагорсы 833—844, Арагона с 844
- 835—848: Сунифред (ум. 848), граф Урхеля с 838, Серданьи с 835, маркиз Септимании и граф Нарбонны, Агда, Безье, Мельгей, Нима, Барселоны, Безалу, Жероны и Осоны с 844, граф Конфлана
- 848—870: Саломон (ум. 870), граф Урхеля и Сердани с 848, граф Конфлана с 860

Наследственные графы (Барселонский дом)
- 870—897: Вифред I Волосатый (ок. 840—897), граф Урхеля и Сердани с 870, граф Барселоны и Жироны с 878, граф Осоны с 886, граф Конфлана с 896
- 897—927: Миро II Младший (ум. 927), граф Сердани и Конфлана с 897, граф Бесалу с 920
- 927—968: Сунифред II (ум.968), граф Сердани и Конфлана с 927, граф Бесалу с 965
- 968—984: Миро III Бонфиль (ум. 984), граф Бесалу с 968, граф-соправитель Сердани и Конфлана с 968, епископ Жироны
- 968—988: Олиба Кабрета (ум. 990), граф Сердани и Конфлана 968—988, граф Бесалу 984—988
- 988—1035: Вифред II (ум. 1050), граф Сердани, Конфлана и Берги 988—1035
- 1035—1068: Рамон Вифред (ум. 1068), граф Сердани и Конфлана
- 1068—1095: Гильом (Гильем) I Рамон (ум. 1095), граф Сердани, Конфлана и Берги
- 1095—1109: Гильом (Гильем) II Журден (ум. 1109), граф Сердани, Конфлана и Берги с 1095, граф Тортосы, граф Триполи с 1105
- 1109—1117: Бернар I Гильем (ум. 1117), граф Сердани, Конфлана и Берги
- 1118—1131 : Рамон Беренгер I Великий (1082—1031), граф Барселоны и Жероны (Рамон Беренгер III) с 1097, Осоны 1097—1107, 1111—1131, граф Прованса и Жеводана с 1113, граф Сердани с 1118
- 1131—1162: Рамон Беренгер II Святой (1114—1162), граф Барселоны, Жероны, Осоны (Рамон Беренгер IV) и Серданьи с 1131, регент Арагона и граф Рибагорсы с 1137
- 1162—1168: Пере (Педро) I (ок. 1158 — 5 апреля 1181), граф Сердани 1162—1168, граф Прованса (Рамон Беренгер IV) с 1173
- 1168—1123: Санчо I (ок. 1161—1223), граф Сердани с 1168, граф Прованса 1181—1185, граф Руссильона с 1185
- 1223—1241: Нуньо Санчес (ум. 1241), граф Сердани и Руссильона
- 1241—1276: Хайме I Завоеватель (ум. 1276), король Арагона, Валенсии и Майорки, граф Барселоны, граф Руссильона и Сердани
- 1276—1311: Хайме II (ум. 1311), король Майорки и сеньор Монпелье, граф Руссильона и Сердани
- 1311—1324: Санчо II (ум. 1324), король Майорки и сеньор Монпелье (Санчо I), граф Руссильона и Сердани
- 1324—1349: Хайме III (ум. 1349), также король Майорки и сеньор Монпелье, граф Руссильона и Сердани
- 1349—1375: Хайме IV (1337—1375), титулярный король Майорки, князь Ахейский, граф Сердани
- 1375—1403: Изабелла (1337—1403), титулярная королева Майорки, графиня Сердани